# Alejandro Campano Hernando
Alejandro Campano (Sevilla, 28 de desembre de 1978) és un futbolista andalús, que ocupa la posició de migcampista.
Després de passar pel Dos Hermanas i el filial del Sevilla FC, el 2000 arriba al RCD Mallorca. En el club illenc va destacar, i va ser titular en les diferents campanyes que hi va jugar. Amb el Mallorca, a més a més, va guanyar la Copa del Rei del 2003 i va debutar en Champions League.
El 2006 fitxa pel Gimnàstic de Tarragona, amb qui juga una campanya a primera divisió.